# Mont de l'Iseran
Ne doit pas être confondu avec Mont Iseran.
Le mont de l'Iseran est une montagne de l'archipel des Kerguelen, sur la Grande Terre, culminant à 979 m d'altitude.

## Géographie
Le mont se situe à l'est du glacier Cook.

## Histoire
Le mont de l'Iseran a été identifié pour la première fois par Polian et Rens lors d'une reconnaissance menée vers le glacier Cook en 1961. Il fait référence au col homonyme de Savoie d'où était originaire l'un des membres de l'équipe.